# Кромберг (Калифорнија)
Кромберг (енгл. Cromberg) насељено је место без административног статуса у америчкој савезној држави Калифорнија.

## Демографија
По попису из 2010. године број становника је 261, што је 29 (-10,0%) становника мање него 2000. године.
| Група             | 2000.       | 2010.       |
| Белци             | 256 (88,3%) | 229 (87,7%) |
| Афроамериканци    | 0 (0,0%)    | 0 (0,0%)    |
| Азијати           | 2 (0,7%)    | 6 (2,3%)    |
| Хиспаноамериканци | 8 (2,8%)    | 18 (6,9%)   |
| Укупно            | 290         | 261         |